# Kotul veverovitý
Kotul veverovitý či saimiri (Saimiri sciureus) je malá opice z čeledi malpovitých (Cebidae), která obývá území Jižní Ameriky, konkrétně státy Brazílie, Kolumbie, Ekvádor, Francouzská Guyana, Peru, Surinam, Venezuela a Portoriko.

## Popis

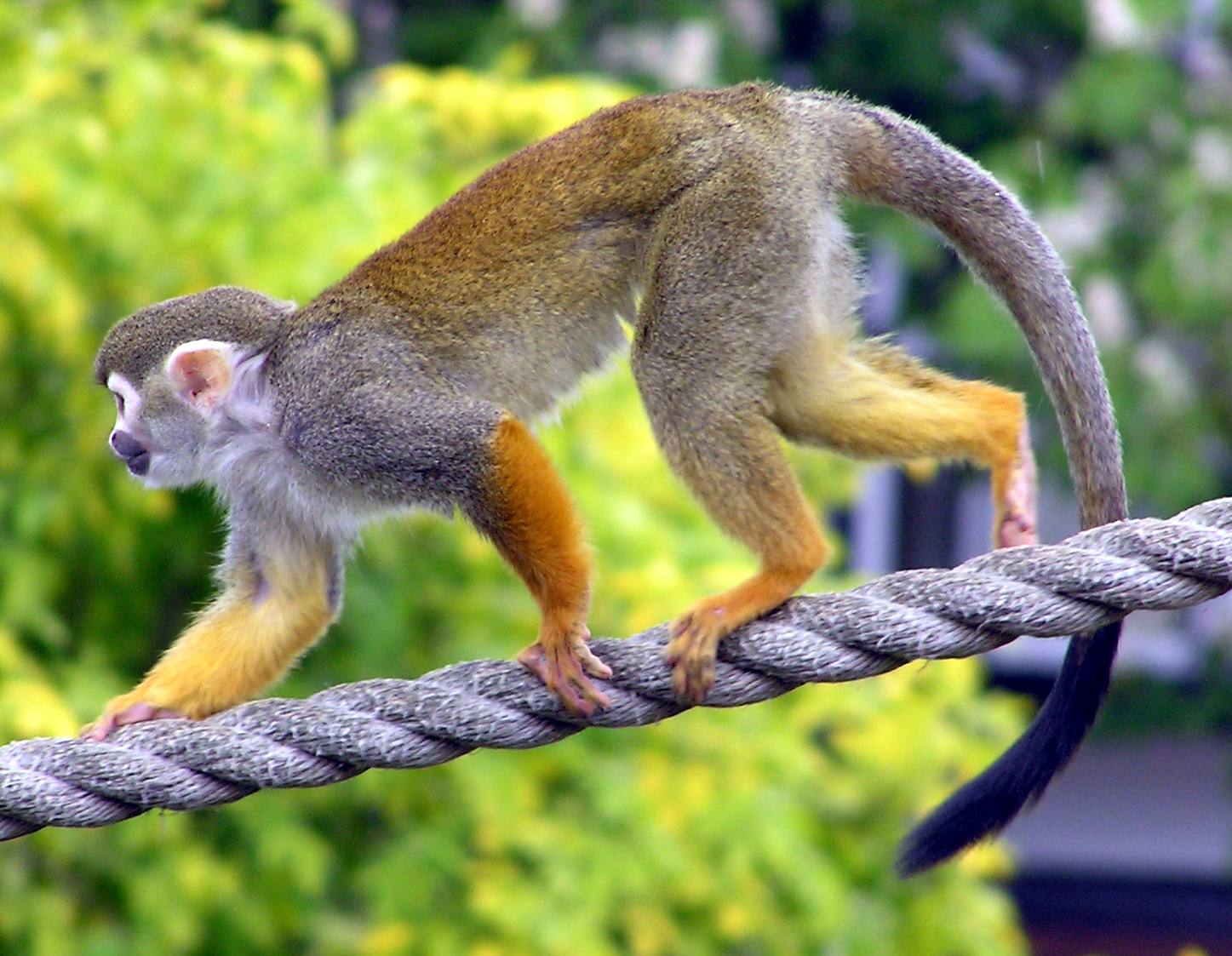
Saimiri sciureus v bristolské Zoo

Kotul je nejmenší zástupce své čeledi. Jeho krátká srst jen hýří nejrůznějšími barvami od černé, tmavě hnědé až po čokoládovou, ale nejčastější je zelená či zelenošedá v různé intenzitě. Druhá polovina předních končetin mívá nejčastěji výrazně oranžovou nebo citrónově žlutou barvu, stejně je zbarvena i menší část zadních končetin. Nápadné jsou i poměrně velké ušní boltce, které mívají barvu bílou a u sebe blízko položené výrazně tmavé oči. Na hlavě má kotul bílou masku kolem očí a šedivý čenich. Srst na hlavě má obvykle stejnou barvu jako tělo, občas i tmavší. Jeho dlouhé, štíhlé prsty a nehty mu umožňují se obratně a rychle pohybovat po stromech a případně uprchnout svému predátorovi vysoko do korun stromů. Kotul veverovitý je opravdu drobný živočich, jeho tělo dosahuje sotva 26-30 cm a delší na konci černý, hustě osrstěný a nechápavý ocas 35-42 cm. Hmotnost se pohybuje od 0,6 do 1,4 kg, větší hmotnost je v přírodě jen výjimkou.

## Rozšíření a způsob života
Kotul veverovitý obývá spíše řidší než hustější vlhké pralesy, lesy v okolí řek, mangrovové a bažinaté oblasti nebo kulturní krajinu, jako jsou banánové plantáže, kde jsou poměrně nevítanými hosty. Většinu času tráví vysoko v korunách stromů a na zem slézají především jen za vodou, občas za potravou.

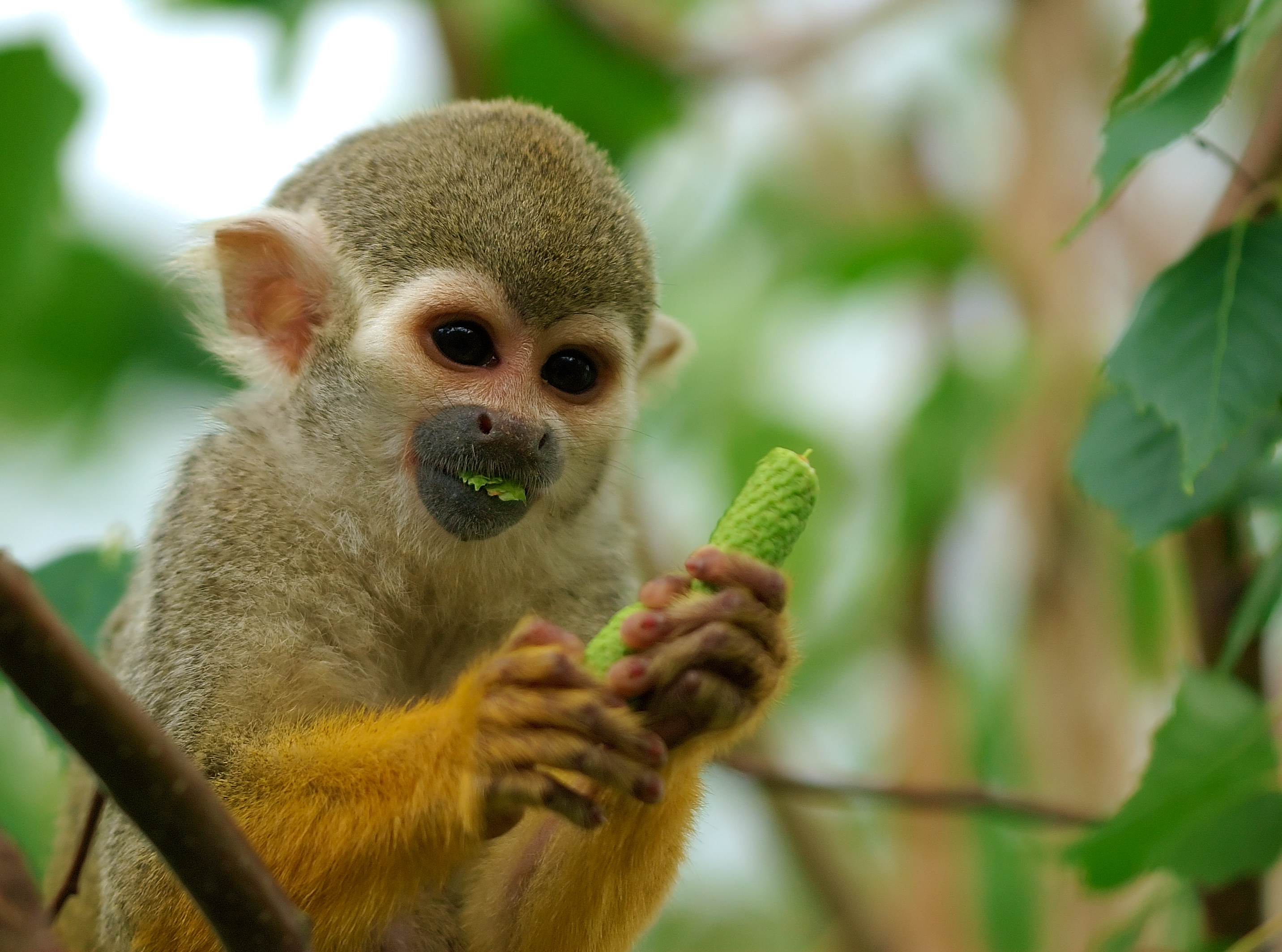
Mladý kotul veverovitý s potravou.

Je to silně společenské zvíře, které žije v rozsáhlých skupinách, které mohou čítat 12, více než 30, ale také více než 100 jedinců, kteří se s ostatními členy skupiny dorozumívají jak zvuky, tak i zrakem. Důležité je i zmínit důležitost natírání močí. To slouží jak k označkování území, tak k rozeznání „hodnosti“ nejvyššího člena v tlupě, který močí potírá své podřízené. Kotulové se však natírají i vlastní močí, zvláště pak ocas a tlapky.
Kotulové jsou energičtí a většinu dne tráví neustálým lezením po stromech, skákáním z jedné větve na druhou a poměrně hlasitým vřeštěním. Pokud se přiblíží nebezpečí, zmizí celá tlupa v korunách stromů a vyčkají až se nebezpečí oddálí. I přesto, že dávají přednost rostlinné potravě jako jsou nejrůznější výhonky nebo plody, rádi si pochutnají i na masné potravě, kterou tvoří především hmyz, měkkýši, krabi a drobní obratlovci.
Samice rodí jediné mládě po 24 až 26 týdnech březosti. Matka své mládě nosí nejprve na hřbetě, ale jelikož je mládě po několika dnech po narození schopné již aktivně běhat a skákat, nevěnuje mu matka později příliš velkou pozornost. V zajetí se může kotul dožít i 20 let.

## Chov v zoo
Pro svůj krásný vzhled a malou velikost se stávají i oblíbenými chovanci v zoologických zahradách. Na počátku roku 2020 byli kotulové veverovití chováni přibližně ve 150 evropských zoo. V Česku se jednalo o tyto zoo:
- Zoo Brno
- Zoo Děčín
- Zoo Olomouc
- Zoo Praha
- Zoo Ústí nad Labem
- Zoo Zlín
- Zoo Faunapark Sedlec
- Biopark Teplice
- Zoo Na Hrádečku

Na Slovensku je od roku 2019 chován v Zoo Bratislava.

### Chov v Zoo Praha
V Zoo Praha byl tento druh prvně k vidění v roce 1990 a první fáze chovu byla ukončena o pět let později. Po devítileté pauze byli kotulové přivezeni v roce 2004. První úspěšný odchov následoval po dvou letech (2006). Zatím poslední mláďata se narodila v roce 2014. Na konci roku 2018 bylo chováno devět jedinců. V prosinci 2019 byl dovezen samec Manu ze Zoo Le Pal ve Francii. Na konci roku 2019 tak bylo chováno 10 kotulů.
Kotul veverovitý je chován na ostrově v dolní části zoo v rámci expozičního celku Vodní svět a opičí ostrovy. 9. 6. 2020 byla otevřena nová ostrovní expozice s moruší. V době jejího otevření zoo chovala devět samic a zmíněného samce dovezeného z Francie. Hned 13. 6. 2020 se narodilo první mládě této expozice. Další mládě se narodilo hned v červenci téhož roku.

## Galerie

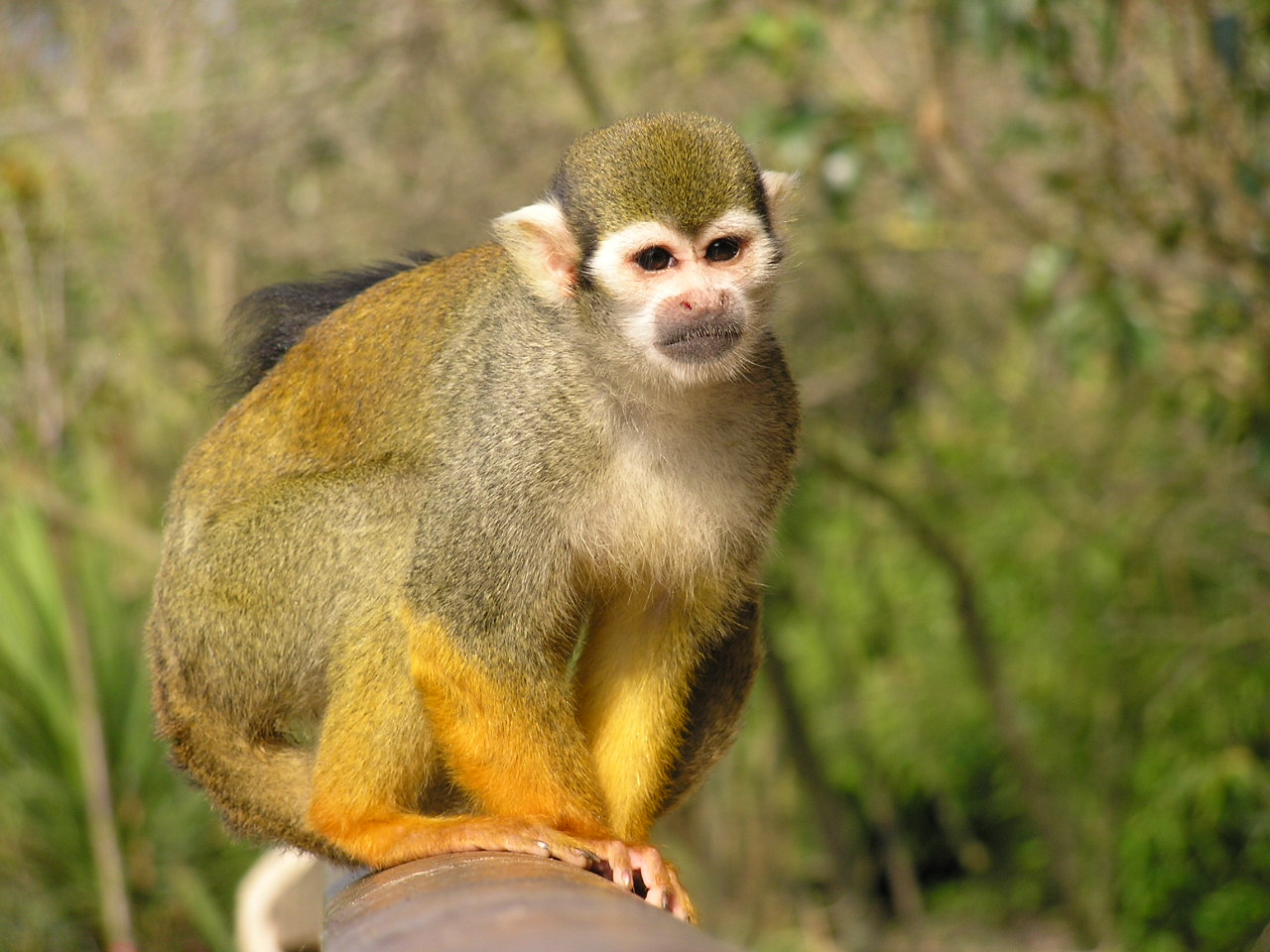
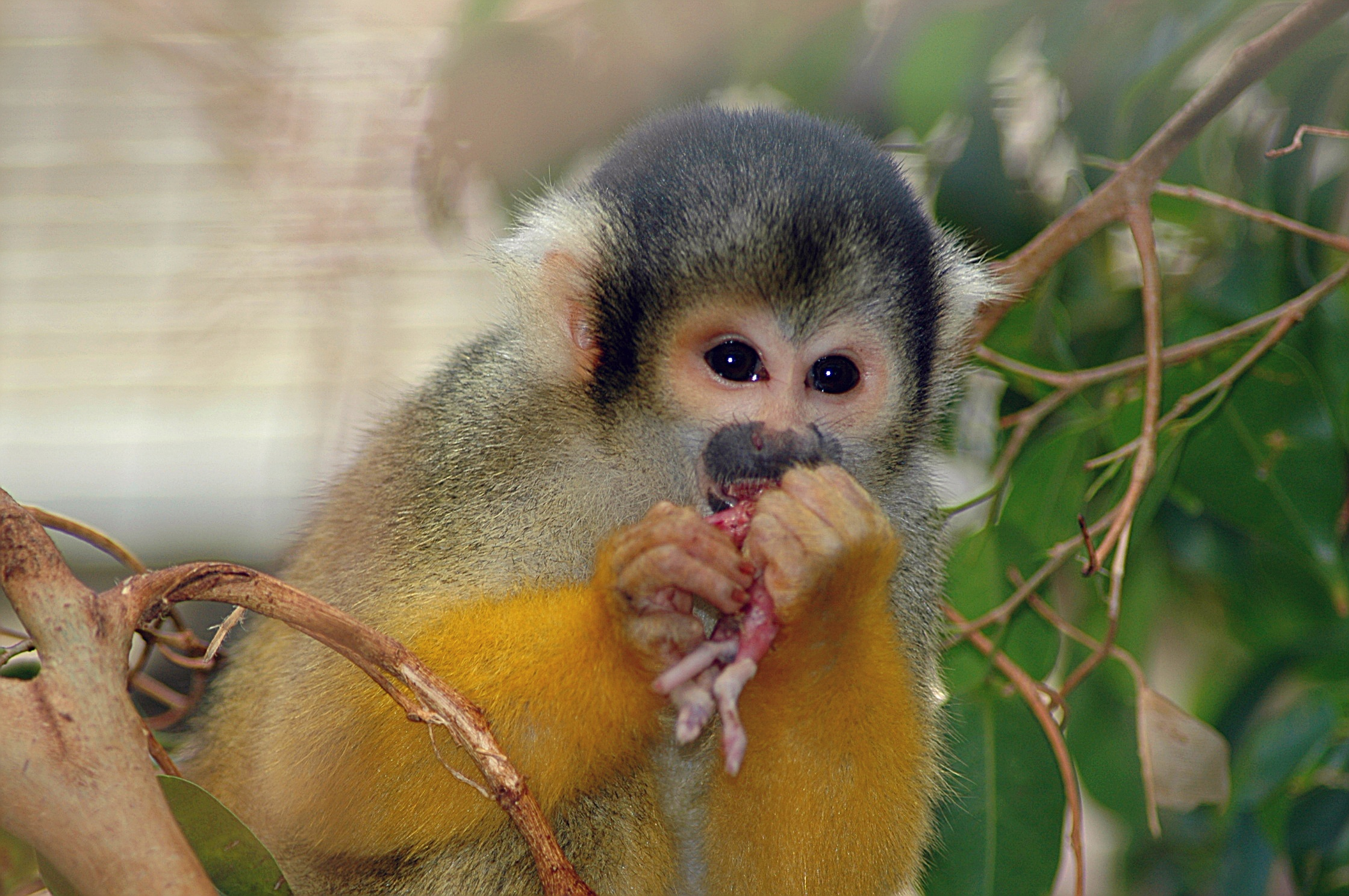
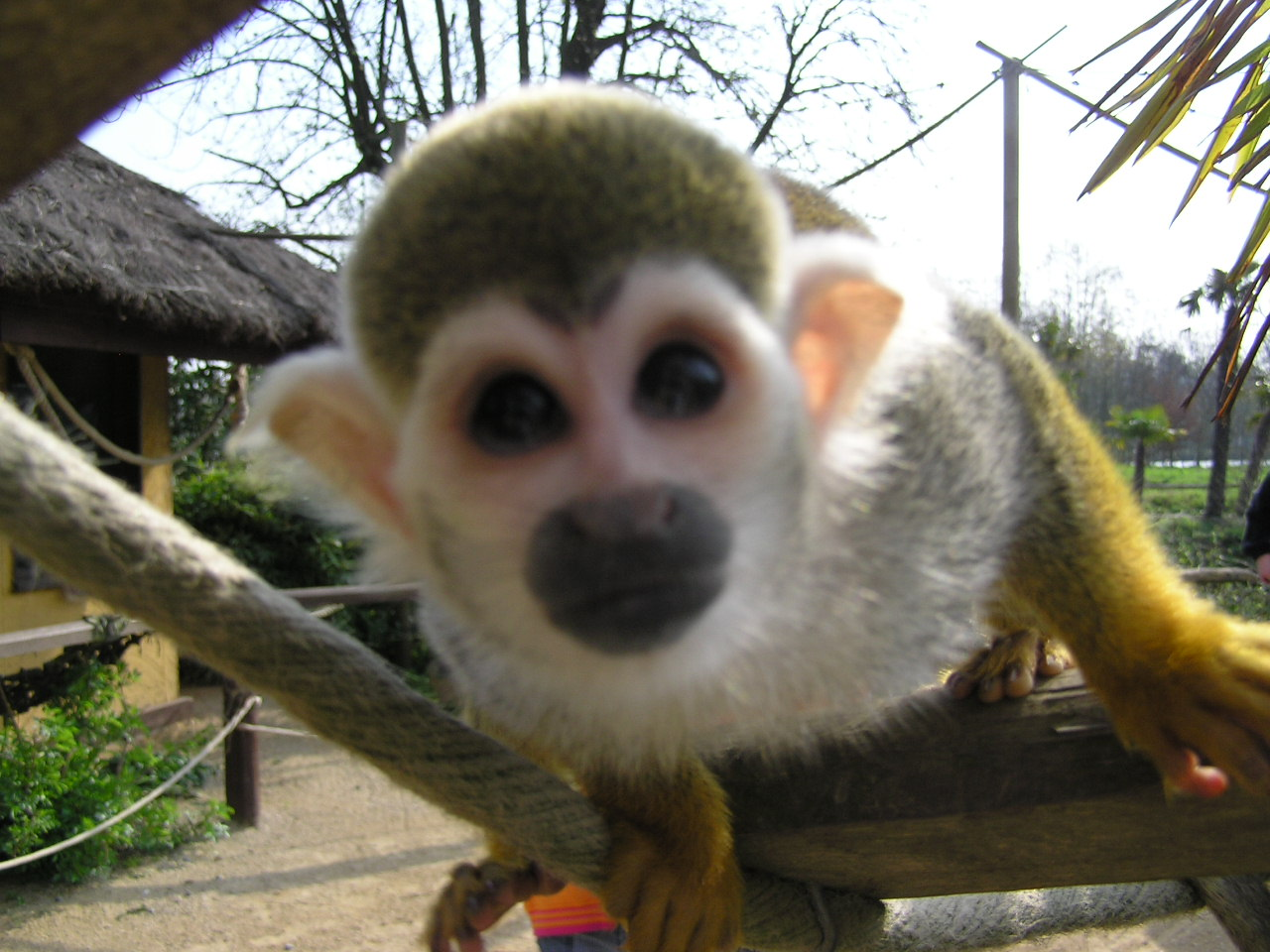
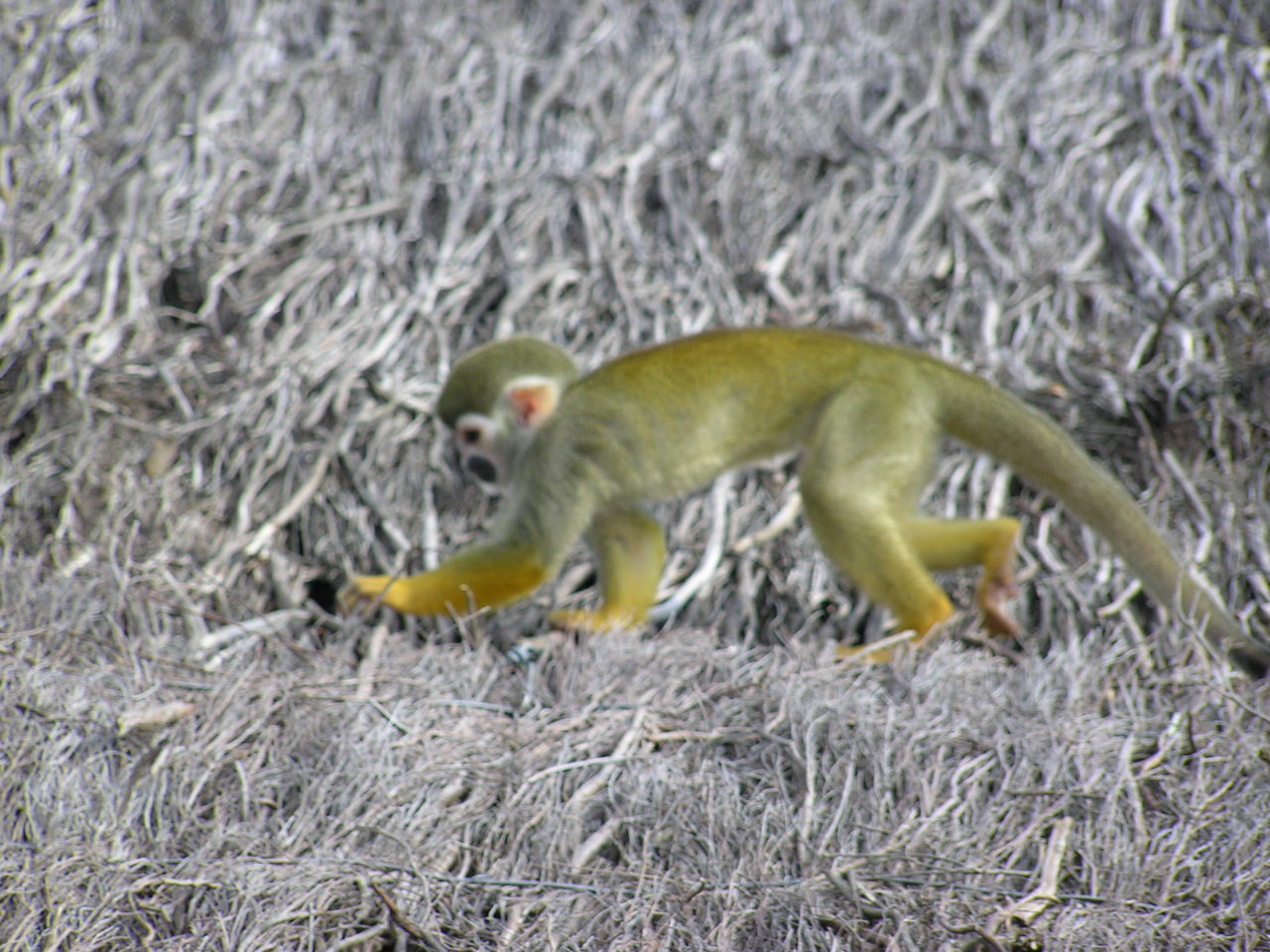